# Tanaissus lilljeborgi
Tanaissus lilljeborgi är en kräftdjursart som först beskrevs av Stebbing 1891.  Tanaissus lilljeborgi ingår i släktet Tanaissus, och familjen Nototanaidae. Arten är reproducerande i Sverige. Inga underarter finns listade.